# Walerij Zachariewicz
Walerij Władimirowicz Zachariewicz (ros.  Валерий Владимирович Захаревич, ur. 14 sierpnia 1967 w Bekobodzie) – rosyjski szermierz, szpadzista, reprezentujący także WNP, dwukrotny medalista olimpijski i brązowy medalista mistrzostw świata.
Na igrzyskach olimpijskich w Barcelonie w 1992 roku reprezentacja WNP w składzie: Pawieł Kołobkow, Andriej Szuwałow, Serhij Krawczuk, Siergiej Kostariew i Walerij Zachariewicz zdobyła drużynowo brązowy medal. Na rozgrywanych cztery lata później igrzyskach olimpijskich w Atlancie wspólnie z Aleksandrem Biekietowem i Pawłem Kołobkowem zajął drużynowo drugie miejsce. W rywalizacji indywidualnej zajął 30. miejsce.
Podczas mistrzostw świata w La Chaux-de-Fonds w 1998 roku zdobył brąz w drużynie, wspólnie z Pawłem Kołobkowem, Aleksandrem Jeleckich i Andriejem Kołotilinem. 
Na mistrzostwach Europy w Płowdowie w 1998 roku zdobył brąz w drużynie.